# Cipriano de Valera
Cipriano de Valera (Valera la Vieja, 1531 - Londres ?, no abans de 1606), anomenat a l'Index librorum Prohibitorum (Madrid, 1667, pàg. 229) com «l'heretge espanyol» per excel·lència, va ser un monjo jerònim i humanista, autor de l'anomenada Bíblia del Càntir (1602), considerada com la primera edició corregida de la Bíblia de l'Ós de Casiodoro de Reina de 1569, coneguda fins avui amb la denominació de Bíblia Reina-Valera.

## Biografia
Nascut a Valera la Vieja (a Fregenal de la Sierra, segons altres), llavors Regne de Sevilla i avui a la província de Badajoz, pertanyia a una família hidalga però de curts recursos, no obstant això, va estudiar durant sis anys Humanitats i Filosofia a la Universitat de Sevilla, on va ser company de l'il·lustre hebraista i biblista Benito Arias Montano. Va ingressar al monestir Jeróni de Sant Isidor del Camp, als voltants de Sevilla, convertit en focus luterà al contacte amb els doctors Egidi i Ponce de la Fuente, i per influència dels llibres protestants introduïts pel venedor ambulant i diaca luterà Julián Hernández. Valera i onze monjos més, entre ells Antonio del Corro i Casiodoro de Reina,van fugar-se el 1557 del monestir, per escapar a la previsible repressió inquisitorial, que no trigaria a donar-se (1559) i buscar exili a països afectes a la Reforma, trobant aquest en Ginebra, república teocràtica de signe calvinista. El mateix Valera faria public tot això en una de les seves obres: "Dos Tractats" 1588: 247-248).
El 10 d'octubre de 1558, Ginebra li concedeix la nacionalitat Suïssa, pero Valera no estaba gaire content al país helvètic, i decideix marxar i probrar fortuna en altres llocs d'Europa. A Londres troba un lloc, degut a les politiques reformades d'Isabel I, que dona aixopluc a nombrosos protestants. Allà es retroba amb Casiodoro de Reina i Antonio del Corro, pero no trigà gaire en marxar a Cambridge per acabar els seus estudis i intentar entrar com a professor a la Universitat. Va aconseguir el títol de Bachelor en teología l'any 1559. Durant 12 anys ensenyarà en aquesta Universitat, essent admès al Magdalene College el 12 de gener de 1560.
El 26 d'abril de 1562, la Inquisició Espanyola crema a Sevilla a alguns companys de Valera que van ser capturats i a d'altres protestants. Valera va ser cremat en efigie, com a càstig per abraçar la fe protestant, i es incorporat a l'Index librorum Prohibitorum com a autor de primera clase.
El 21 de febrer de 1563, s'incorpora a la Universitat d'Oxford i obté el títol de Magister en Art el 12 de juny de 1563. Entre els seus alumnes destaca Nicholas Walsh, que traduïria la Biblia a l'irlandès Gaèlic.
El 1567 es casa, sense autorització, i això comporta el seu acomiadament de la Universitat d'Oxford. Els anys següents el podem trobar a Londres, assistint a una església protestant per a estrangers fundada per Casiodoro de Reina. Durant aquest exili es va dedicar a escriure i traduir textos amb temática cristiana i bíblica, com per exemple la traducció al castellà de Institució de la Religió Cristiana de Calví, o la revisió de la traducció de la Biblia feta pel seu company Casidoro de Reina, que es va publiar a Amsterdam l'any 1602 després de més de 20 anys de feina, coneguda com "La Biblia del Càntir", i que es la versió dels textos bíblics més utilitzada pels protestants hispano parlants.
Es desconeix el motiu de la seva mort, que està datada vora l'any 1606.

## Obres
- Traducció de Instituciοn de la religiοn christiana de Joan Calví. «A casa de Ricardo de el Camp». 1597.
- Cathólico Reformado. O una declaración que muestra quanto nos podamos conformar con la Iglesia Romana, tal qual es el día de hoy, en diversos puntos de la Religión; y en qué puntos devemos nunca jamás convenir, sino para siempre apartarnos della. Ιtem un aviso a los afficionados a la Iglesia Romana, que muestra la dicha Religión Romana ser contra los Cathólicos Rudimentos y fundamentos del Cathecismo. Compuesto por Guillermo Perquino, Licenciado en Sancta Theología y trasladado en Romance Castellano por Guillermo Massan, Gentil-Hombre y a su costa imprimido. «En casa de Ricardo del Campo». 1599.
- Dos tratados, el primero es del papa y de su autoridad, colegido de su vida y dotrina, el segundo es de la missa: el uno y el otro recopilados de lo que los doctores y concilios antiguos, y la sagrada escritura enseñan: iten, un enxambre de los falsos milagros con que Μaria de la Visitaciοn, Priora de la Anunciada de Lisboa engañó à muy muchos, y de como fue descubierta y condenada. «Londres. Segunda ed. augmentada por el mismo autor». Londres. 1599.
- Revisió de la traducció de la Biblia de l'Ós de Casiodoro de Reina, coneguda com la Biblia del Càntir. Amsterdam, 1602.
- El Nuevo Testamento: que es los escriptos evangelicοs y apostοlicos revisto y conferido con el texto griego por Cypriano de Valera. Amsterdam. 1625.
- Tratado para confirmar a los pobres cautivos de Berbería en la católica y antigua fe y religión cristiana, y para los consolar con la palabra de Dios en las afliciones que padecen por el Evangelio de Jesucristo. Londres. 1594.
- Aviso a los de la iglesia romana sobre jubileos compuesto por el mismo, i publicado el a. 1600. Londres. 1600.